# ماستانيسوسوس

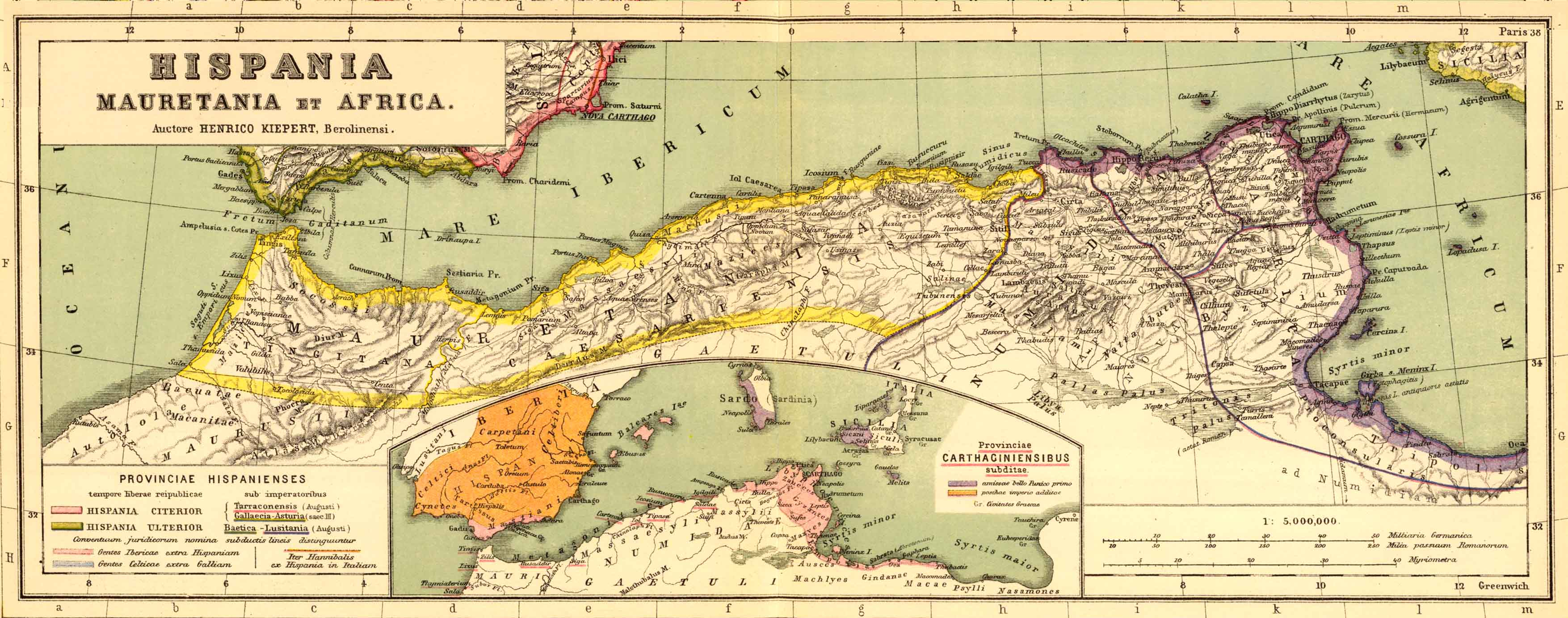
موريتانيا ونوميديا – وهما مملكتان أمازيغيتان تاريخيتان في شمال إفريقيا تعودان إلى العصور القديمة، وقد دخلتا لاحقًا ضمن الإمبراطورية الرومانية.

كان ماستانيسوسوس (بالأحرف اللاتينية Mastanesosus) (أو سوسوس أو سوس) . خادم ملكي نوميديا.

## دليل
تأتي المعلومات القليلة المعروفة عن الملك ماستانيسوسوس لقوله ان ماستانيسوسوس كان راعيا للملك الاكبر ماسينيسا و كان يفيده بكامل التفاصيل عن الملك سبتيموس و قيصر الروم الى ان عينه ماسينيسا على حكم المنطقة الغربية لشمال افريقيا جنب المحيط الاطلسي ثم بعد ذلك اصبح وليا على تلك منطقة و لكنه تمرد على ماسينيسا و عين ابناءه للتوارث في الحكم بعده حتى معركة الروم و البربر و ضم موريطنية الطنجية الى نوميديا في عهد يوغرطة و فر ماستانيسوسوس الى روما مع ابناءه بوخوس و بوغود بعد وصول البربر الى المنطقة، بالإضافة إلى إشارة كتبها شيشرون في كتابه «إن فاتينوم» In Vatinum ، حيث قام بتفصيل مسار رحلة «بوبليوس فاتينيوس» Publius Vatinius عبر شمال إفريقيا. يُزعم أن فاتينيوس قد التقى بماستانيسوسوس في روما شخصيًا بعد ان انتهى تمرده ضد ملوك البربر
لقد خلط بعض المؤرخين، مثل ستيفان جسيل، بين ماستانيسوسوس وماسينيسا الثاني من نوميديا. فماستانيسوسوس كان خادما فقط و تمرده جاء بعد تعيين ماسينيسا له كوليا للمنطقة الغربية بين حدود ملوية و محيط اطلسي . لكن ما انتهى بتوالي حكم البربر لشمال افريقيا حتى الفتح الاسلامي .

## فترة الحكم
عين الملك ماسينيسا ماستانيسوسوس كوليا على منطقة ما بين حدود نهر ملوية و المحيط الاطلسي في مدة قصيرة لكن سرعان ما اباح ماستانيسوس عن خيانته له و تمرده و طمعه في الحكم و الملكية . توفي بعد مدة و انتقل الحكم لابناءه بعد مجيء الملك العظيم يوغرطة . لم يدم الحكم طويلا على تلك المنطقة حيث فر بوخوس و بوغود هاربين الى روما بعد استيلاء البربر على شمال افريقيا .
ابدى يوغرطة انتصارات كبيرة ضد الروم و كان مقولته الشهيرة خالدة ليومنا " روما للبيع لمن يشتريها " . استعاد المنطقة الغربية مرة اخرى الى مملكة البربر نوميديا 